# سایاکا آندو
سایاکا آندو (انگلیسی: Sayaka Ando؛ زاده ۲۴ مهٔ ۱۹۸۱) یک مانکن اهل ژاپن است.